# Comuna Zaozerne, Kahovka
Zaozerne (în ucraineană Заозерне) este o comună în raionul Kahovka, regiunea Herson, Ucraina, formată din satele Olhivka și Zaozerne (reședința).

## Demografie
Componența lingvistică a comunei Zaozerne
     Ucraineană (84,98%)
     Rusă (13,58%)
     Alte limbi (0,96%)
Conform recensământului din 2001, majoritatea populației comunei Zaozerne era vorbitoare de ucraineană (84,98%), existând în minoritate și vorbitori de rusă (13,58%).